# Palais des ducs de Bourgogne
Vévodský palác v Dijonu (francouzsky Palais des ducs de Bourgogne) byl sídlem burgundských vévodů a nyní slouží jako Dijonská radnice a muzeum. Nejstarší část paláce byla vystavěna ve 14. a 15. století. Další části byly přistavovány a upravovány od 17. až do 19. století. Proto je zde zkombinováno několik uměleckých slohů. Nejvýznamnější jsou gotika, renesance a klasicismus. Jeho jednotlivé části dnes připomínají různé funkce, které v průběhu staletí plnily: dvůr a sídlo burgundských vévodů, sídlo guvernéra zastupitelského sboru provincie v období ancien régime, umělecká škola, muzeum a dijonská radnice.